# Charge!!
Charge!! è il quarto album in studio del gruppo musicale statunitense The Aquabats, pubblicato nel 2005.

## Tracce
1. Now, Stand Back for Your Own Safety! – 0:06
2. Fashion Zombies! – 3:16
3. Stuck in a Movie! – 2:48
4. Tiger Rider vs. the Time Sprinkler! – 2:25
5. Nerd Alert! – 3:14
6. Plastic Lips! – 2:42
7. Look at Me (I'm a Winner)! – 3:35
8. Hot Summer Nights (Won't Last Forever)! – 3:49
9. Meltdown! – 3:38
10. Mechanical Ape! – 3:06
11. Demolition Rickshaw! – 3:14
12. Waterslides! – 3:48
13. Awesome Forces! – 2:51

## Formazione
- The MC Bat Commander (Christian Jacobs) - voce
- Crash McLarson (Chad Larson) - basso, voce
- Jimmy the Robot (James Briggs) - tastiere, voce
- Chainsaw (Courtney Pollock) - chitarra
- Ricky Fitness (Richard Falomir) - batteria, percussioni, voce, effetti